# Baulius tenuis
Baulius tenuis är en skalbaggsart som först beskrevs av Leconte 1851.  Baulius tenuis ingår i släktet Baulius och familjen kvickbaggar. Inga underarter finns listade i Catalogue of Life.